# ライト R-3350

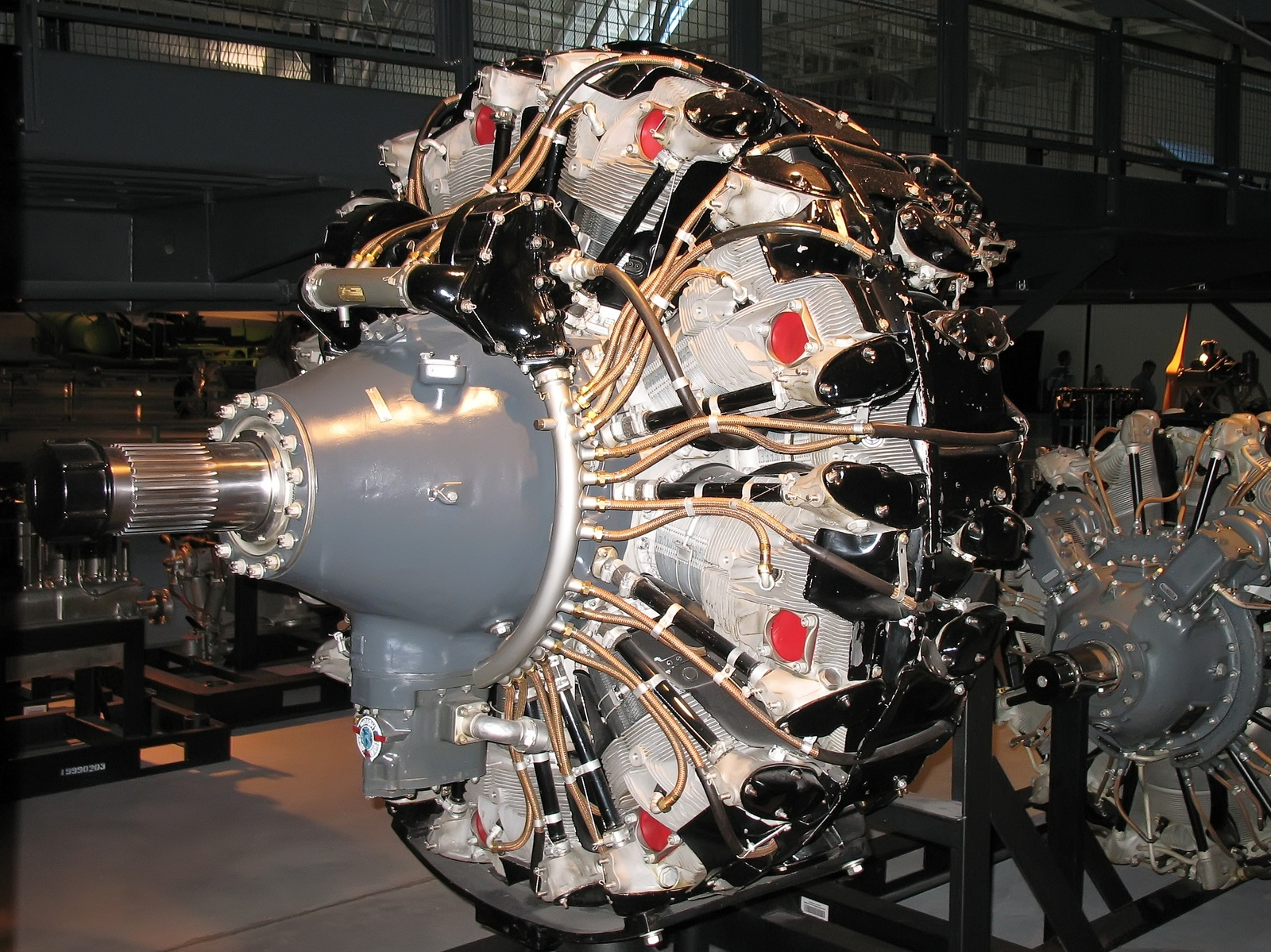
ライト GR-3350 サイクロン 18

ライト R-3350 サイクロン 18（Wright R-3350 Cyclone 18）は、アメリカのカーチス・ライトによって開発・製造された航空機用空冷星型エンジン。通称デュプレックスサイクロン（Duplex Cyclone =二重のサイクロン）エンジンとも呼ばれる。B-29戦略爆撃機に搭載され、対日戦で非常に大きな役割を果たした。
このエンジンは、当時の航空機用レシプロエンジンとしては、最大規模の出力を誇る。しかし、その分開発も非常に難航し、開発自体は第二次世界大戦の開戦以前から開始されていたが、大戦時にB-29に採用されるまでには長い期間が必要であった。戦後は民間旅客機のエンジンとして、ターボコンパウンド仕様のエンジンが製造されたが、こちらは信頼性に欠け、不評であった。

## 開発経緯

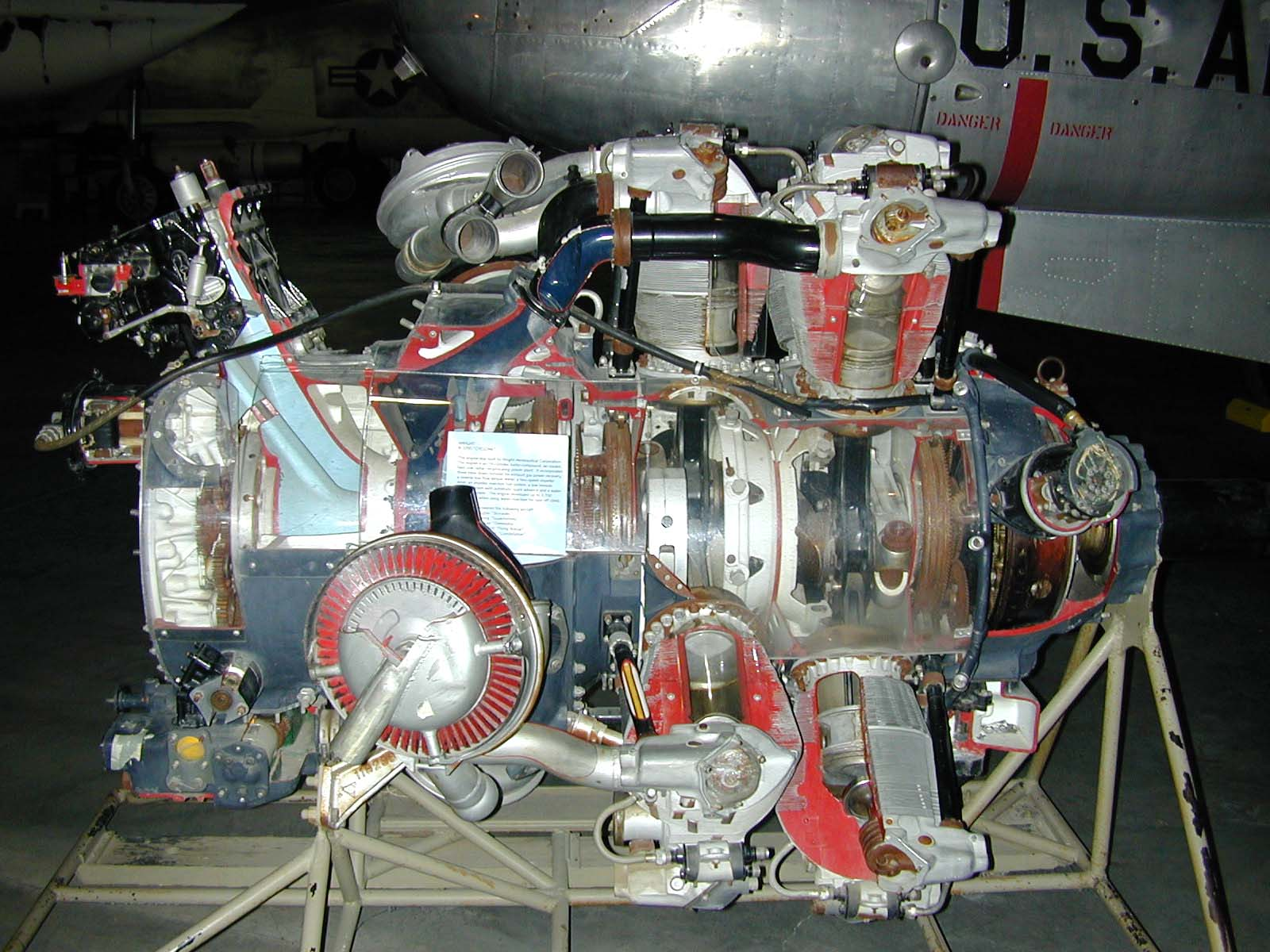
ライト R-3350 サイクロン 18のカットモデル

ライト兄弟が創設したライト・エアロノーティカル社（Wright Aeronautical ）は1927年に、1930年代の航空機に多く用いられていたことで有名なサイクロンエンジンを開発した。1929年、ライト社はカーチス・エアロプレイン＆モーターなど47社と合併しカーチス・ライトとなったが、航空機部門と併存する形で発動機部門も存続し、1,000馬力クラスのエンジンの開発は続けられた。1931年に完成したR-1820 サイクロン 9は、1930年代、および第二次世界大戦初期の軍用機において広く使われたエンジンの1つである。
同時期に、航空用エンジンメーカーのプラット・アンド・ホイットニー（P&W）は、有名なワスプ・エンジンのシリーズの開発を始めた。この二重星型（複列星型）のワスプ・エンジンは、サイクロンよりコンパクトで高性能であった。1935年、カーチス・ライトはP&Wに追いつくため、サイクロン 9をベースにした新エンジンの開発を開始し、これを複列14気筒化したR-2600と複列18気筒化したR-3350が開発された。
1937年5月に最初のR-3350の試運転が行われたが、このエンジンはやや気難しいことが判明した。運転状態が安定しなかったことに加え、14気筒のR-2600がはるかに大きな注目を集めたことで、開発はうまく進まなかった。1941年になってようやく、アリソン製のV-3420 エンジンにかえてXB-19に採用され、R-3350は初めて空中にあがった。

## 実戦での運用
1940年、アメリカ軍は、2,000lb（約908kg）の爆弾を積んでアメリカ本土からドイツを攻撃しようという長距離爆撃機の開発を計画した。これには大馬力のエンジンを必要としたので、R-3350の開発が重要になった。1943年までにB-29の機体は完成したが、空気抵抗削減を狙いエンジンカウルを極端に絞った設計のため、特に後列上段シリンダーの冷却が足りず、エンジンは常にオーバーヒート気味であった。また、エンジン軽量化のために多用したマグネシウム合金製の部品が発火しやすいという問題も抱えていた。このため、エンジン火災を起こす機体も多く、軍はその対策に頭を悩ませることになる。
R-3350の初期型の燃料供給方式はキャブレター式で混合気の供給に問題を抱えていたが、1944年後半には燃料噴射方式に変更され、この点については信頼性が改善された。

## 戦後
戦後は、民間機市場に供給するため燃費の向上が図られ、ターボコンパウンド方式が開発された。これは、エンジン1基につき3個のタービンにより排気エネルギーを回転エネルギーに変換し、それを流体継手を使用しクランクシャフトに伝えることにより排気中の熱エネルギーの20%を回収するというものであった。この改良を加えられたR-3350は、ロッキード コンステレーションやダグラス DC-7などの大型旅客機などに採用された。しかし、このターボコンパウンド仕様のR-3350は、その複雑な構造が災いしてトラブルが頻発し、より簡便で小型軽量・高性能なターボプロップ方式の実用化・普及に伴い、第一線から退くことになった。

## 主要諸元

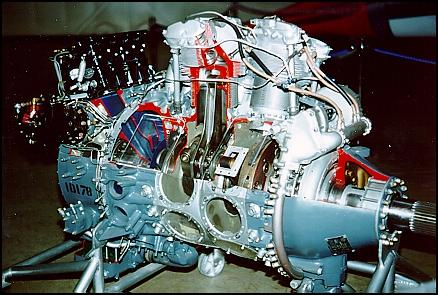
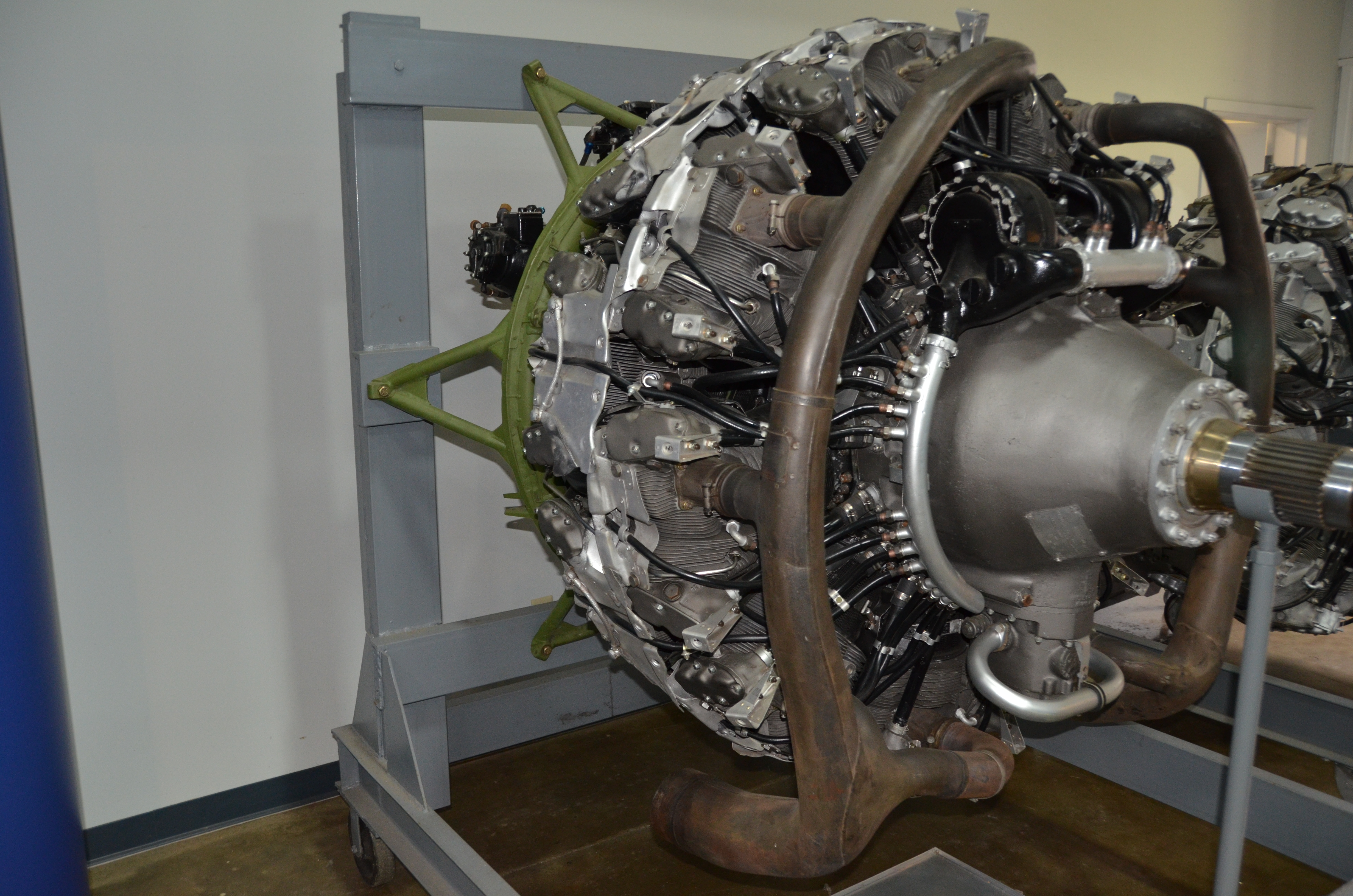

| 型式         | R-3350-57                                                         |
| ------------ | ----------------------------------------------------------------- |
| タイプ       | 空冷星型複列18気筒                                                |
| ボア         | 6.1in (155mm)                                                     |
| ストローク   | 6.3in (160mm)                                                     |
| 全長         | 76.26in (1,937mm)                                                 |
| 直径         | 55.12in (1,400mm)                                                 |
| 排気量       | 54.90ℓ (3,350in³)                                                 |
| 乾燥重量     | 2,757lbs (1,251kg)                                                |
| 過給機       | 排気タービン式2段2速                                              |
| 燃料供給方式 | 燃料噴射式                                                        |
| 離昇出力     | 2,200Bhp/1,641kW/2,800rpm/S.L.                                    |
| 最大出力     | 2,200Bhp/1,641kW/2,800rpm/S.L. 2,500Bhp/1,864kW/2,800rpm/31,400ft |

## 派生型
| Wright R-3350 Cyclone | Wright R-3350 Cyclone | Wright R-3350 Cyclone | Wright R-3350 Cyclone  | Wright R-3350 Cyclone    | Wright R-3350 Cyclone |
| 型式                  | 乾燥重量              | 離昇出力              | 最大出力/高度          | 最大出力/高度            | 搭載機                |
| --------------------- | --------------------- | --------------------- | ---------------------- | ------------------------ | --------------------- |
| R-3350-8              | 2,796lbs (1,268kg)    | 2,400Bhp/S.L.         | 2,400Bhp/S.L.          | ―                        | JRM-1                 |
| R-3350-14             | 2,731lbs (1,239kg)    | 2,300Bhp/S.L.         | 2,250Bhp/S.L.2,800ft   | 1,900Bhp/7,100-14,000ft  | BTD-1                 |
| R-3350-16             | 2,745lbs (1,245kg)    | 2,300Bhp/S.L.         | 2,250Bhp/S.L.-32,000ft | 2,250Bhp/S.L.-32,000ft   | XF14C-2               |
| R-3350-18             | 2,632lbs (1,194kg)    | 2,200Bhp/S.L.         | 2,200Bhp/S.L.          | ―                        | XPB2M-1R              |
| R-3350-23             | 2,646lbs (1,200kg)    | 2,200Bhp/S.L.         | 2,200Bhp/S.L.          | ―                        | B-32                  |
| R-3350-24             | 2,822lbs (1,280kg)    | 2,500Bhp/S.L.         | 2,500Bhp/S.L.-3,500ft  | 1,900Bhp/11,000-14,900ft | XBT2D-1               |
| R-3350-26W            | 2,822lbs (1,280kg)    | 2,700Bhp/S.L.         | 2,700Bhp/S.L.-3,700ft  | 2,100Bhp/11,000-14,500ft | AD-2、P2V-3           |
| R-3350-26WA           | 2,848lbs (1,291kg)    | 2,700Bhp/S.L.         | 3,150Bhp/S.L.          | ―                        | A-1E/G                |
| R-3350-30W            | 3,408lbs (1,546kg)    | 3,250Bhp/S.L.         | 3,700Bhp/S.L.          | 3,000Bhp/11,000ft        | P2V-4                 |
| R-3350-30WA           | 3,520lbs (1,597kg)    | 3,250Bhp/S.L.         | 3,250Bhp/S.L.-3,400ft  | 2,550Bhp/11,400-15,400ft | P2V-5                 |
| R-3350-32W            | 3,560lbs (1,615kg)    | 3,700Bhp/S.L.         | 3,700Bhp/S.L.          | ―                        | P2V-5                 |
| R-3350-34             | 3,641lbs (1,652kg)    | 3,250Bhp/S.L.         | 3,250Bhp/S.L.          | ―                        | WC-121                |
| R-3350-35             | 2,707lbs (1,228kg)    | 2,200Bhp/S.L.         | 2,200Bhp/S.L.          | ―                        | C-69                  |
| R-3350-43             | 2,610lbs (1,184kg)    | 2,200Bhp/S.L.         | 2,200Bhp/S.L.          | ―                        | XA-38                 |
| R-3350-57             | 2,758lbs (1,251kg)    | 2,200Bhp/S.L.         | 2,500Bhp/S.L.-31,400ft | 2,500Bhp/S.L.-31,400ft   | B-29A/B               |
| R-3350-75             | 2,915lbs (1,322kg)    | 2,500Bhp/S.L.         | 2,500Bhp/S.L.          | ―                        | VC-121                |
| R-3350-79             | 2,758lbs (1,251kg)    | 2,200Bhp/S.L.         | 2,500Bhp/S.L.-31,400ft | 2,500Bhp/S.L.-31,400ft   | B-29                  |
| R-3350-81             | 2,758lbs (1,251kg)    | 2,200Bhp/S.L.         | 2,500Bhp/S.L.-31,400ft | 2,500Bhp/S.L.-31,400ft   | B-29                  |
| R-3350-85             | 3,472lbs (1,575kg)    | 3,500Bhp/S.L.         | 3,500Bhp/S.L.          | ―                        | R4Q-2                 |
| R-3350-89             | 3,472lbs (1,575kg)    | 3,500Bhp/S.L.         | 3,500Bhp/S.L.-3,400ft  | 3,250Bhp/15,400ft        | C-119G                |
| R-3350-91             | 3,690lbs (1,674kg)    | 3,250Bhp/S.L.         | 3,250Bhp/S.L.          | ―                        | TC-121                |

## 主な搭載機
- B-29 スーパーフォートレス
- B-32 ドミネーター
- マーティン JRM
- C-97 ストラトフレイター
- A-1 スカイレイダー
- P-2 ネプチューン

## トリビア
ソビエト連邦において、B-29がリバースエンジニアリングによりツポレフ Tu-4として生産された際に搭載されていたエンジンはこのR-3350ではなく、ソ連にR-1820をライセンス供与して生産されたシュベツォフ M-25が独自改良されたシュベツォフ ASh-73である。